# 696 Leonora
696 Leonora هو كويكب، يقع ضمن حزام الكويكبات. اكتشف في 10 يناير 1910. وقد اكتشفه جويل هاستينغز ميتكالف.

## روابط خارجية
- 696 Leonora في قاعدة بيانات مختبر الدفع النفاث لأجرام النظام الشمسي الصغيرة

- الاكتشاف · مخطط المدار ·  العناصر المدارية · المعلمات المادية

- 696 Leonora على موقع ويكي سكاي: DSS2, SDSS, GALEX, IRAS, Hydrogen α, X-Ray, Astrophoto, Sky Map, Articles and images